# Joaquín Guzmán
Joaquín Archivaldo Guzmán Loera (La Tuna, Badiraguato község, Sinaloa, 1957. április 4. –), becenevén El Chapo, magyarul a „Köpcös” (mely nevet alacsony, 168 cm-es termete után kapta) mexikói bűnöző, drogbáró, a Sinaloa Cartel nevű nemzetközi bűnszervezet korábbi vezetője. A világ legbefolyásosabb drogbárójaként tartották számon.

## Élete
A mexikói Sinaloa szövetségi állam Badiraguato nevű falujában született és nőtt fel, szegény farmercsaládban. Gyerekkorában apja több alkalommal bántalmazta, valamint ő vezette be fiát a bűnözés világába: Guzmán fiatalon elkezdett kábítószerkereskedelemmel foglalkozni, segítve apjának marihuánát termeszteni a helyi drogdílerek számára. Az 1970-es évek végén Héctor Luis Palma Salazar, az egyik feltörekvő mexikói drogbáró oldalán kezdett dolgozni, ő tervezte meg az útvonalakat, amelyeken keresztül Salazar kábítószere eljutott az Egyesült Államokba. Később Miguel Ángel Félix Gallardo, Mexikó egyik legnagyobb drogbárója oldalán dolgozott, ő felelt a logisztikai területért, 1988-ban, Gallardo letartóztatása után pedig megalapította a saját drogkartelljét.
Hamarosan óriási kábítószerbirodalmat épített ki, ellenőrzése alatt hatalmas mennyiségű kokaint, metamfetamint, marihuánát és heroint termeltek, melyet később az Egyesült Államokba és Európába, a legnagyobb felvevőpiacokra csempésztek be és osztottak ott el. Sikerét elosztószervezetén túl annak is köszönhette, hogy kihasználta a határmenti hosszútávú alagutakat, amely megoldással több kábítószert csempészett az Egyesült Államokba, mint korábban bárki a történelemben. Guzmán tevékenysége hatalmas befolyást és vagyont hozott számára; 2009 és 2013 között a Forbes a világ legbefolyásosabb emberei között tartotta őt számon (vagyonát pedig 14 milliárd amerikai dollárra becsülte), miközben a kábítószerüldöző hatóságok, köztük a Drug Enforcement Administration (DEA) Pablo Escobaréhoz hasonlították vagyonát és hatalmát.
Guzmánt első ízben Guatemalában fogták el 1993-ban, ahonnét kiadták Mexikónak, akkor gyilkosságért és kábítószer-kereskedelemért 20 év börtönt kapott. 2001-ben lefizette az őröket a szigorúan őrzött börtönében, és sikeresen megszökött. Hazája és az Egyesült Államok összesen 8,8 millió dolláros kombinált vérdíjat (nyomravezetői díjat) tűztek ki rá, ennek következtében 2014-ben sikeresen elfogták a mexikói Mazatlanban, ám még a hivatalos ítélet előtt ismét megszökött egy, a börtöncellája alatt húzódó alagúton keresztül. A mexikói hatóságok 2016-ban fogták el ismét egy tűzharcot követően, és egy évvel később átadták őt az Egyesült Államok hatóságainak. 2019-ben életfogytiglani + 30 éves börtönbüntetésre ítélték, miután számos vádpontban bűnösnek találták a Sinaloa Cartel vezetőjeként. Büntetését az ADX Florence börtönben, a világ egyik legszigorúbban őrzött létesítményében tölti.

## Fordítás
- Ez a szócikk részben vagy egészben  a   Joaquín "El Chapo" Guzmán című angol Wikipédia-szócikk ezen változatának fordításán alapul.  Az eredeti cikk szerkesztőit annak laptörténete sorolja fel. Ez a jelzés csupán a megfogalmazás eredetét és a szerzői jogokat jelzi, nem szolgál a cikkben szereplő információk forrásmegjelöléseként.